# Matthieu Bonne
Matthieu Bonne (Oostende, 17 februari 1994) is een Belgisch ultrasporter. Hij is meervoudig wereldrecordhouder in zwemmen, fietsen en lopen.

## Levensloop
Bonne slaagde er in 2020 om als eerste zwemmer ooit de volledige Belgische kustlijn af te zwemmen. Een jaar eerder had hij Het Kanaal overgezwommen. In 2022 werd hij daarnaast de eerste persoon die acht volledige triatlons afwerkte in acht dagen op de acht officiële Canarische eilanden.
In 2019 was hij een van de veertien deelnemers van Kamp Waes, een achtdelige reeks op een (VRT).
In 2023 brak hij het wereldrecord fietsen. In zeven dagen fietste hij 3619,72 km. Datzelfde jaar haalde hij in de Golf van Korinthe ook een wereldrecord openwaterzwemmen. Hij zwom 131 km non-stop in zee in 60 uur, 55 minuten en 43 seconden. In 2024 ondernam hij op de atletiekpiste te Merelbeke een poging om het wereldrecord ultralopen te verbreken. Een poging die hij na circa 800 kilometer moest staken. Na een medische check-up werd hij overgebracht naar het UZ Gent, alwaar een longontsteking werd vastgesteld. In augustus 2024 verbrak hij het Belgisch record ultralopen op de 24 uur. Hij liep 275,25 km op de piste in de Ierse stad Leixlip.
In september 2024 nam hij deel aan het GOMU-EMU 6-daags wereldkampioenschap in Balatonfüred, Hongarije, waar hij het wereldrecord op de 6-daagse ultraloop vestigde en de wereldtitel behaalde. Hij verbrak het negentienjarig wereldrecord van Yiannis Kouros. Matthieu liep in totaal 1.045,519 km in zes dagen. Bijna 9 km meer dan het vorige wereldrecord. In 2025 verbeterde hij ook het wereldrecord op de 48-uurs ultraloop. Hij liep 485,099 km in twee dagen en overtrof daarmee het vorige record van 473,5 km, dat hij na bijna 47 uur al had verbroken. 

## Palmares (selectie)
- 2018 - deelnemer aan de Marathon des Sables
- 2019 - Het Kanaal overgezwommen
- 2020 - als eerste ooit de Belgische kust afgezwommen
- 2022 - acht triatlons in acht dagen tijd op de acht Canarische Eilanden
- 2023 - 3.619,72 km fietsen in zeven dagen (wereldrecord)
- 2023 - 131 km zwemmen in open water (wereldrecord)
- 2024 - Belgisch record 24-uursloop 275,25 km
- 2024 - Wereldrecord 1.045,519 km lopen in 144 uren (6 dagen)
- 2025 - 485,099 km lopen in 48 uur (wereldrecord)